# Alcan superior
Alcanii superiori sunt alcani care au în molecula lor nouă sau mai mulți atomi de carbon. Nonanul (C9H20) este cel mai simplu alcan cu o temperatură de aprindere mai mare de 25 °C, și astfel nu este clasificat ca fiind foarte inflamabil. Un alt exemplu de alcan superior este eicosanul (C20H42).

## Proprietăți

### De la nonan la hexadecan
Membrii acestei grupe de n-alcani sunt la modul general lichizi, în condiții normale de tempratură și presiune. 

### De la heptadecan la tetracosan
Începând cu această grupă, n-alcanii sunt în general solizi în condiții normale de temperatură și presiune.